# نوژریته
نوژریته (به بلغاری: Nozherite) یک منطقهٔ مسکونی در بلغارستان است که در تریاونا واقع شده‌است.